# Muğdat Çelik
Muğdat Çelik (*  3. Januar 1990 in Mersin) ist ein türkischer Fußballspieler.

## Karriere
Çelik, dessen Familie ein paar Jahre vor seiner Geburt von Diyarbakir auswanderte, kam in der südtürkischen Stadt Mersin auf die Welt. Hier begann er mit dem Vereinsfußball in der Jugend vom hiesigen Traditionsverein Kuvayi Milliye SK. Bei diesem Verein fiel er den Talentscouts des Erstligisten Gençlerbirliği Ankara auf, die ihn zum Sommer 2005 in ihre Jugendabteilung holten. Zum Sommer 2007 erhielt er bei diesem Verein einen Profivertrag, spielte aber weiterhin fast ausschließlich für die Reservemannschaft. Lediglich in einem Pokalspiel vom 6. Januar 2008 gab er gegen Manisaspor sein Profidebüt. Mit der Saison 2008/09 wurde er etwa 2,5 Jahre an diverse Dritt- und Viertligisten ausgeliehen, ohne sich bei diesen Vereinen etablieren zu können. 
Zur Rückrunde der Saison 2010/11 wechselte er zum Viertligisten Nazilli Belediyespor. Mit diesem Verein erreichte er zum Saisonende die Playoffs der Liga, scheiterte hier bereits im Halbfinale an Lüleburgazspor. Die nachfolgende Saison wurde man Meister der Liga und stieg direkt in die TFF 2. Lig auf. Çelik erzielte zwölf Saisontore und war damit der treffsicherste Spieler seiner Mannschaft. In der Drittligasaison 2012/13 erreichte er mit seinem Verein die Playoffs und scheiterte hier im Viertelfinale an Bayrampaşaspor. Mit seinen 24 Toren hatte Çelik großen Anteil am Erreichen der Playoffs. Er selber wurde obendrein Torschützenkönig der TFF 2. Lig.
Am 21. Januar 2014 wechselte Çelik zum Zweitligisten Balıkesirspor. Hier spielte er zwei Jahre lang und zog im Februar 2016 zu Akhisar Belediyespor weiter. Mit Akhisar Belediyespor wurde Çelik am Ende der Saison 2017/18 türkischer Pokalsieger. Sein Vertrag wurde von Akhisar nicht verlängert und Galatasaray Istanbul verpflichtete den Stürmer ablösefrei. In der Saison 2018/19 wurde Çelik mit Galatasaray türkischer Meister und Pokalsieger.
Nach bereits einer Saison verließ er mit Vertragsende und nicht gezogener Vertragsoption Galatasaray und zog stattdessen innerhalb der türkischen Liga zum Aufsteiger Gaziantep FK weiter. In der Saison 2020/21 ging er zu Kayserispor. In der nächsten Saison schloss er sich Denizlispor an. Seit 2022 steht er beim Yeni Mersin İdmanyurdu unter Vertrag.

## Erfolge
Mit Nazilli Belediyespor
- Meister der TFF 3. Lig und Aufstieg in die TFF 2. Lig: 2011/12

Mit Balıkesirspor
- Vizemeister der TFF 1. Lig und Aufstieg in die Süper Lig: 2013/14

Mit Akhisar Belediyespor
- Türkischer Pokalsieger: 2017/18

Mit Galatasaray Istanbul
- Türkischer Meister: 2018/19
- Türkischer Pokalsieger: 2018/19

## Auszeichnungen
- Torschützenkönig der TFF 2. Lig: 2012/13